# سكوت كاردلي
سكوت كاردلي (بالإنجليزية: Scott Cardle)‏ مواليد 28 سبتمبر 1989 في لانكشر، إنجلترا، هو ملاكم محترف بريطاني يصنف ضمن فئة الوزن الخفيف.

## إحصائيات
خاض خلال مسيرته 27 نزالًا، فاز في 23 وتعادل في واحد ولم يخسر أبدًا. فاز بالضربة القاضية في سبعة نزالات.

## وصلات خارجية
- سكوت كاردلي على موقع بوكس ريك (الإنجليزية) (registration required)

- الموقع الرسمي